# ییندژیخ ماودر
ییندژیخ ماودر (چکی: Jindřich Maudr; ۱۰ ژانویهٔ ۱۹۰۶ – ۱ مهٔ ۱۹۹۰) کشتی‌گیر اهل چکسلواکی بود.
وی در مسابقات کشوری و بین‌المللی در مجموع برندهٔ ۱ مدال نقره شده‌است.